# Mont Ruth Gade
Ne doit pas être confondu avec Mont Alice Gade.
Le mont Ruth Gade est le point culminant du chaînon Quarles, à 3 513 mètres d'altitude, dans la chaîne de la Reine-Maud, dans la chaîne Transantarctique. Il fait face au mont Alice Gade, point culminant du plateau Rawson (3 410 m), sur le bord opposé du glacier Bowman. Il est découvert par Roald Amundsen en novembre 1911 qui le nomme en l'honneur de Ruth Sibley Gade, épouse de John Allyne Gade (en), un architecte américano-norvégien, couple dont il fut l'hôte à New York avant son expédition et qui fut un de ses mécènes.